# Wang Yi (polo aquático)
Wang Yi (em chinês:  王 毅; Xantum, 29 de julho de 1987) é uma jogadora de polo aquático chinesa.

## Carreira
Wang disputou duas edições de Jogos Olímpicos pela China: 2008 e 2012. Em ambas as ocasiões finalizou a competição no quinto lugar.